# Ecleora solieraria
Ecleora solieraria är en fjärilsart som beskrevs av Rambur sensu Oberthür. Ecleora solieraria ingår i släktet Ecleora och familjen mätare. Inga underarter finns listade i Catalogue of Life.